# Новоселівська волость (Валківський повіт)
Новоселівська волость — історична адміністративно-територіальна одиниця Валківського повіту Харківської губернії з центром у селі Новоселівка.
Станом на 1885 рік складалася з 26 поселень, об'єднаних у єдину сільську громаду. Населення — 6543 особи (3247 осіб чоловічої статі та 3296 — жіночої), 1165 дворових господарств.
|                     | Площа, десятин | У тому числі орної, дес. |
| ------------------- | -------------- | ------------------------ |
| Сільських громад    | 9148           | 7713                     |
| Приватної власності | 179            | 118                      |
| Іншої власності     | 34             | 34                       |
| Загалом             | 9361           | 7865                     |

На 1862 рік до складу волості входили:
- село Нове;
- хутір Сосиний;
- хутір Іващенків;
- хутір Стулепів;
- хутір Княжшок;
- хутір Ордин;
- хутір Лиховий.

Найбільші поселення волості станом на 1885:
- Нове — колишнє державне село при річці Водолажка за 28 верст від повітового міста, православна церква, школа, 3 лавки.
- Княжний — колишній державний хутір, 1218 осіб, 440 дворів, православна церква, школа, 3 лавки.

Найбільші поселення волості станом на 1914 рік:
- село Нове — 3577 мешканців.
- село Княжне — 2095 мешканців.

Старшиною волості був Євдокименко Микола Йосипович, волосним писарем — Швидкий Йосип Лазарович, головою волосного суду — Залотько Тимофій Степанович.